# 5092 Manara
5092 Manara eller 1982 FJ är en asteroid i huvudbältet som upptäcktes den 21 mars 1982 av den amerikanske astronomen Edward L.G. Bowell vid Anderson Mesa Station. Den är uppkallad efter astronomen Alessandro Manara.
Asteroiden har en diameter på ungefär 24 kilometer och den tillhör asteroidgruppen Ursula.